# درمیان کاغذپاره‌ها
درمیان کاغذپاره‌ها (انگلیسی: Between the Sheets) عنوان نمایشنامه‌ای است در یک پرده از جوردی مند. نخستین اجرای این نمایشنامه توسط تئاتر نایت‌وود در سال ۲۰۱۲ و در تورنتو اجرا گردید. یک اجرای موفق دیگر این نمایشنامه بلافاصله در سال ۲۰۱۳ و در شهر آوکلند نیوزلند بر روی پرده رفت.

## ترجمه فارسی
این کتاب در ایران با عنوان «در میان کاغذپاره‌ها» توسط مینو بوذرجمهری ترجمه و توسط نشر کتاب کوله‌پشتی به چاپ رسیده‌است